# 施普罗克赫弗尔
施普罗克赫弗尔是德国北莱茵-威斯特法伦州的一个市镇。总面积47.80平方公里，总人口25264人，其中男性12233人，女性13031人（2011年12月31日），人口密度529人/平方公里。